# Pier Giuseppe Murgia
Pier Giuseppe Murgia, anche nella grafia Piergiuseppe Murgia (Vipiteno, 6 dicembre 1940), è un regista, sceneggiatore e scrittore italiano, attivo nel cinema e in televisione, in qualità di documentarista e autore in forza alla Rai.

## Biografia
Esordisce in giovane età come scrittore pubblicando volumi di narrativa e di saggistica di storia contemporanea. Lavora quindi con Cesare Zavattini al progetto Cinegiornali liberi e nel cinema indipendente, come sceneggiatore, tra le altre cose, ai film Grazie zia di Salvatore Samperi e Vermisat di Mario Brenta.
Negli anni settanta lavora per la Rai realizzando, in collaborazione con Emilio Sanna, un'inchiesta sulla scuola e sugli adolescenti. Lavora in seguito a diversi documentari e altri programmi televisivi, sempre per la Rai. Nel 1977 gira il suo film d'esordio, il controverso Maladolescenza. Del 1981 è il successivo film La festa perduta, che gli fa vincere il Premio Alfonso Sanchez per i nuovi registi al Festival internazionale del cinema di San Sebastián nello stesso anno, e del 1984 la miniserie televisiva Voglia di volare. 
Negli anni successivi lavora esclusivamente per la televisione, collaborando a diverse sceneggiature per film, serie e miniserie televisive. Tra i suoi lavori: Una vittoria (1988), Senza scampo, (1990), La voce del cuore (1995), La piovra 7 - Indagine sulla morte del commissario Cattani (1995), Sospetti (2000) e La piovra 10 (2001). Coinvolto nel 1990 da Angelo Guglielmi e Adriano Catani, dal 1991 al 2009 è stato autore del programma Chi l'ha visto? di Raitre.

## Filmografia

### Regista
- Maladolescenza (1977)
- La festa perduta (1981)
- Voglia di volare - miniserie TV (1984)

### Sceneggiatore

#### Cinema
- Grazie zia, regia di Salvatore Samperi (1968)
- Incontro d'amore, regia di Paolo Heusch, Usmar Ismail e Ugo Liberatore (1970)
- Vermisat, regia di Mario Brenta (1974)
- Maladolescenza, regia di Pier Giuseppe Murgia (1977)
- La festa perduta, regia di Pier Giuseppe Murgia (1981)
- La verità sta in cielo, regia di Roberto Faenza (2016)

#### Televisione
- Una vittoria, regia di Luigi Perelli - film TV (1981)
- Piange al mattino il figlio del cuculo, regia di Gianni Bongioanni - film TV (1989)
- Senza scampo, regia di Paolo Poeti - miniserie TV (1990)
- Un cane sciolto, regia di Giorgio Capitani - miniserie TV (1990)
- La voce del cuore, regia di Lodovico Gasparini - miniserie TV, 4 episodi (1995)
- La tenda nera, regia di Luciano Manuzzi - film TV (1996)
- La piovra - serie TV, 7 episodi (1995, 2001)
- Sospetti - serie TV (2000)

## Programmi televisivi

### Regista
- La bambina da cuore troppo grande - documentario TV
- Il pastore e la droga - documentario TV
- Segnale di pericolo - documentario TV
- Il disagio dell'adolescenza - documentario TV
- La fatica di crescere - documentario TV
- Il coraggio di sapere - documentario TV
- Nero straniero - documentario TV
- Bambini a Palermo - documentario TV
- Vietato ai minori - La strage dei bambini in Brasile - documentario TV

### Autore
- Chi l'ha visto? (1991-2009)
- C'era una volta (2001)
- Confini

## Libri

### Narrativa
- Autori vari, Racconti d'estate. Antologia di racconti italiani, SugarCo Edizioni, 1960.
- Il ragazzo di fuoco, SugarCo Edizioni, 1960.
- La mala adolescenza, SugarCo Edizioni, 1961.

### Saggistica
- Il buoncostume, SugarCo Edizioni, 1964.
- Il luglio 1960, SugarCo Edizioni, 1968.
- Ritorneremo!, SugarCo Edizioni, 1976.
- Il vento del Nord, SugarCo Edizioni, 1975.

## Riconoscimenti
- Festival internazionale del cinema di San Sebastián
  - 1981 – Premio Alfonso Sanchez per i nuovi registi per La festa perduta[5]
- Festival TV di Montecarlo
  - 1992 – Premio Speciale per La strage dei bambini in Brasile[1]